# Dasypodainae
Los dasipodainos (Dasypodainae) son una subfamilia de himenópteros apócritos de la familia de abejas melítidas (Melittidae) que incluye de 70 a 80 especies en 7 géneros.
Se encuentra principalmente en África y en las regiones norte templadas en ambientes secos o áridos. Al principio se la llamó "Dasypodidae", pero ese nombre ya estaba tomado por otro familia (los armadillos). Por un tiempo se la consideró como una familia relacionada con Melittidae sobre la base de estudios moleculares. Estudios más recientes demuestran que es una subfamilia de Melittidae.

El género más numeroso es Hesperapis con 40 especies conocidas, más algunas aun sin describir, con una sorprendente distribución disjunta en Norteamérica y en Sudáfrica.
En general son pequeñas o de tamaño moderado con una scopa pilosa. Suelen ser oligolécticas, o sea que cosechan polen de un número limitado de especies. Todos los miembros de la familia tienen dos células submarginales en las alas anteriores.
La subfamilia incluye las siguientes tribus y géneros:
- Tribu Dasypodaini
  - Dasypoda
  - Eremaphanta
  - Capicola
  - Hesperapis
    - Hesperapis regularis — especialista en flores de Clarkia,  chaparral y bosques de California y jardines.
- Tribu Sambini
  - Haplomelitta
  - Samba
- Tribu Promelittini
  - Promelitta
  - Afrodasypoda